# Mazeirat
Mazeirat este o comună în departamentul Creuse din centrul Franței. În 2009 avea o populație de 137 de locuitori.

## Evoluția populației
| An        | 1975 | 1982 | 1990 | 1999 | 2006 | 2009 |
| --------- | ---- | ---- | ---- | ---- | ---- | ---- |
| Populație | 162  | 162  | 142  | 137  | 138  | 137  |